# Sant Feliu de Codines
Sant Feliu de Codines és una vila i municipi de la comarca del Vallès Oriental. Està situat en el sector nord-occidental de la comarca, al límit amb la comarca del Moianès (al nord) i la del Vallès Occidental, a ponent.

## Geografia
- Llista de topònims de Sant Feliu de Codines (Orografia: muntanyes, serres, collades, indrets..; hidrografia: rius, fonts...; edificis: cases, masies, esglésies, etc).

## Història

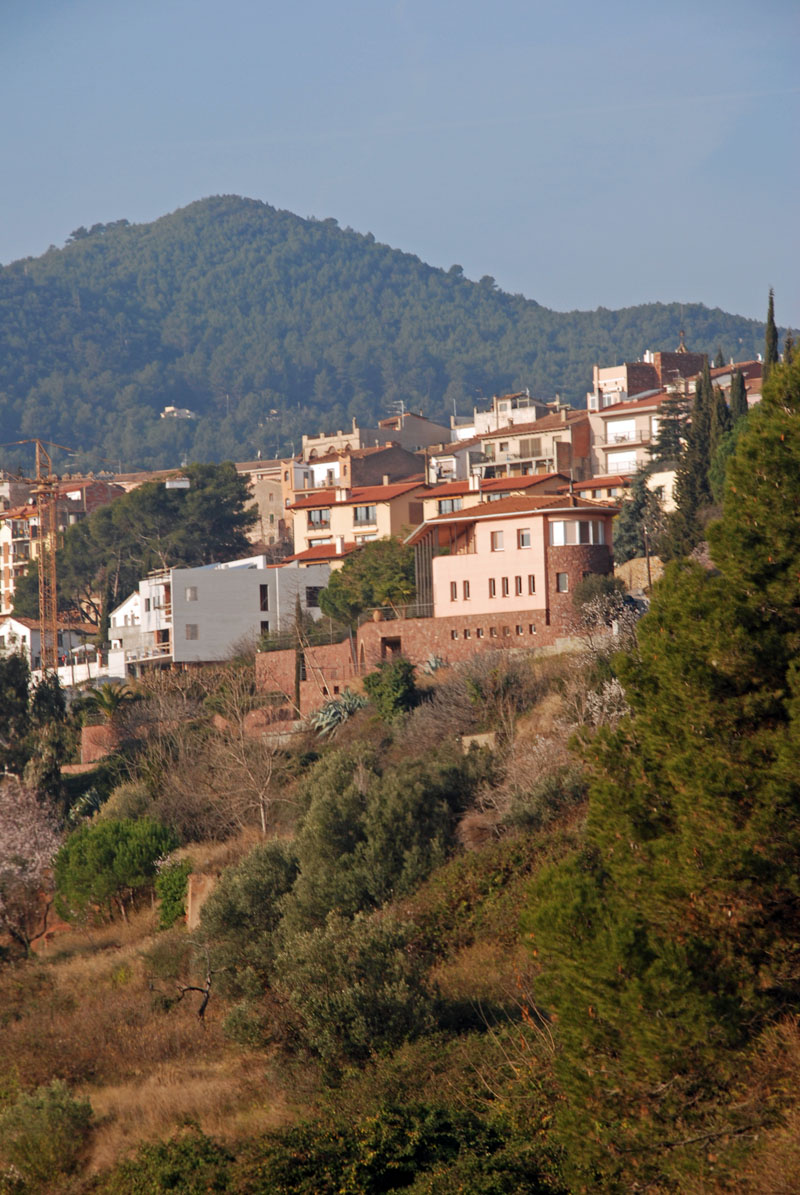
Vista de la vila

El nom de Sant Feliu ja apareix l'any 1059 quan Mir Geribert i la seva esposa Guisla foren nomenats barons de Montbui pel Comte de Barcelona Ramon Berenguer I el Vell. Aquests van ser els primers senyors feudals, que van ocupar una baronia que s'estenia al llarg i ample d'una extensa contrada a la qual pertanyien, entre d'altres, els actuals municipis de Sant Feliu, Bigues i Riells del Fai, l'Ametlla del Vallès i Santa Eulàlia de Ronçana.
Amb el pas dels segles, Sant Feliu es va constituir en l'enclavament més important de tots els que conformaven aquesta baronia, tant en nombre d'habitants com en producció artesanal. Això va provocar que els habitants de Sant Feliu es plantegessin la independència respecte de la baronia de Montbui.
Després de molts litigis, i aprofitant una conjuntura favorable, es va obtenir del rei Carles IV, l'any 1793, el títol de Vila a la parròquia de Sant Feliu de Codines, encara que aquesta concessió no va poder ser efectiva fins al dia 8 de desembre de 1799, data en què es van poder reunir els 25.000 rals de billó que es demanaven per accedir a aquella petició.
La població va créixer al voltant de l'església parroquial, on es va formar el barri de la Sagrera (que vol dir "terra sagrada"). Actualment, aquesta zona encara conserva els carrerons estrets i algunes edificacions típiques de segles passats. A poc a poc el poble va anar creixent i, paral·lelament al barri de la Sagrera, es van formar altres barris importants del nucli urbà, com el Serrat de Vic i la Venderia o Revenderia. Aquest últim s'estenia per la carena de l'altra banda del Torrent de l'Escletxa, que passava pel mig del poble.
Al llarg del temps es va anar creant una intensa rivalitat entre els dos barris, fins al punt que el de la Venderia, el 1796, va construir el seu propi campanar per posar-hi "rellotge de quarts y horas, (...) ab sas campanas".
Òbviament, va desaparèixer aquesta picabaralla i aquells dos barris es van unir físicament, per mitjà de la urbanització de la plaça i més tard, també, amb l'obertura de la Travessia. A partir d'aquest fet es van anar formant altres barris i zones residencials fins a conformar l'actual vila de Sant Feliu de Codines, característica per la seva situació dalt d'una carena.
Des de finals del segle xix, aquestes zones residencials es van anar incrementant gràcies a l'arribada de gent que ha preferit l'entorn natural de Sant Feliu al brogit de les ciutats.
El clima sec gairebé exclusiu de què gaudeix Sant Feliu en l'entorn on està enclavat, el seu entorn natural i la proximitat a grans ciutats són els principals factors que van fomentar un nou estil de vida, de tipus residencial, a finals del segle xix.

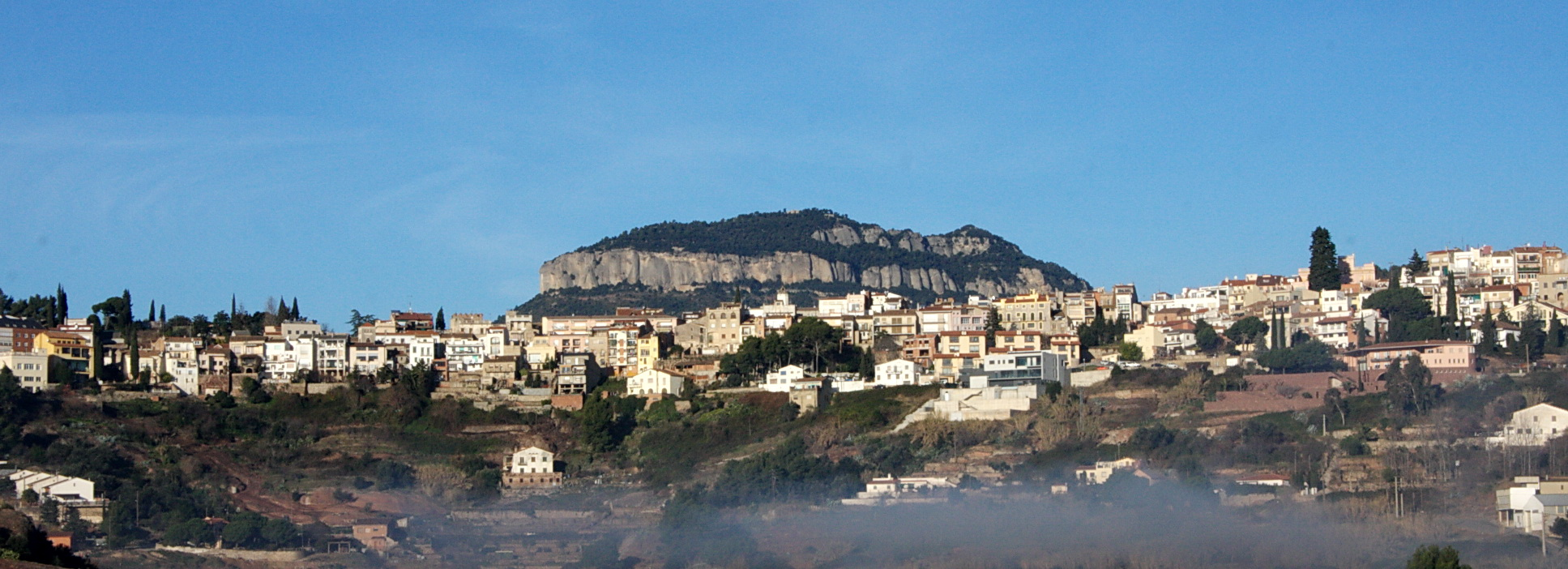
Sant Feliu de Codines amb Sant Sadurní al darrere

## Monuments i edificis
Vegeu la llista de monuments de Sant Feliu de Codines inclosos en l'Inventari del Patrimoni Arquitectònic Català.

## Bandera
La bandera del municipi va ser aprovada el 15 de febrer de 2005, i té el següent format: Bandera apaïsada, de proporcions dos d'alt per tres de llarg, blau clar, amb dues bandes iguals juxtaposades, blanca la superior i groga la inferior, de gruix conjunt 7/40 de l'alçària del drap.

## Persones il·lustres
Nascuts a Sant Feliu de Codines Sebastià Farnés i Badó, Joan Petit i Aguilar, Josep Mumbrú i Vernet de la Casa Mumbrú (el Vendrell), Josep Umbert i Rosàs, Josep Umbert i Ventura creador de la Fàbrica Roca Umbert, Andreu Codina i Candelas, Josep Parés i Casals, Laia Berenguer i Puget, Agustí Serratacó i Costa, Pere Pladevall i Vallcorba, Nicolau Usart i Furriol, Manel Vila i Valls, Josep Cassart i Valldeoriola, Dionís Escorsa i Cruells, Núria Berengueras i Costa, Salvador Borràs i Bellavista (1927-2020).
Un personatge il·lustre que va visitar el poble fou Antoni Gaudí. A Sant Feliu, hi va deixar l'empremta amb el disseny de l'estendard de l'Orfeó Feliuà, que està exposat al Museu Municipal Can Xifreda. El Doctor Bartomeu Robert va ser un altre personatge que va gaudir del clima benigne de Sant Feliu, fins al punt que comentava que Sant Feliu era el millor poble del Vallès i recomanava a molts dels seus malalts que hi passessin llargues temporades per guarir de les seves malalties.
Entre altres visitants il·lustres també cal destacar el pas del filòleg Pompeu Fabra. Va estiuejar a Can Viladomat, des d'on va marxar a l'exili el 24 de Gener de 1939. L'any 2016 es va commemorar aquests fets col·locant una placa a la casa de Can Viladomat, al Carrer Agustí Santacruz, i amb una conferència del lingüista Jordi Mir. Posteriorment, des del 2022, Òmnium Cultural organitza anualment les Jornades Fabra, amb conferències i exposicions sobre llengua, exili, i història.
També cal destacar el pas dels polítics Manuel Carrasco i Formiguera (nom que agafà posteriorment l'institut d'ensenyament secundari del municipi), de Francesc Cambó, i de l'eclesiàstic i pensador Jaume Balmes (nom que agafà l'escola pública d'ensenyament primari) que va escriure a la masia del Prat de Dalt (pertanyent a Caldes de Montbui, però molt lligada a Sant Feliu de Codines) la seva coneguda obra El Criterio.

## Política i govern
La seu del govern és l'ajuntament, al carrer de Vic. Anteriorment estigué ubicat al carrer de Sant Joan.

### Cens electoral
El cens electoral a les eleccions al Parlament de 2017 era de 4.492 persones. El municipi distribueix els electors en un total de 8 meses electorals (dos districtes amb dues seccions cadascun, que alhora reparteixen la gent en dues taules segons cognom) que de forma habitual se situen en un únic col·legi electoral, al Centre Cívic "La Fonteta".

### Composició de la corporació municipal
El Ple de l'Ajuntament està format per 13 regidors. A les últimes eleccions municipals, del 28 de Maig de 2023, Primàries Codines va ser la llista més votada, amb els resultats de la següent taula. La votació per decidir l'alcalde o alcaldessa del mandat 2023-2027 va tenir lloc el dia 17 de Juny de 2023 durant el ple de constitució de la corporació, en el qual va ser investit alcalde Pol Cabutí amb 7 vots a favor i 6 abstencions.
| Eleccions municipals de 28 de maig de 2023 - Sant Feliu de Codines                               |                                                             |                                     |                                     |        |           |          |
| Candidatura                                                                                      | Candidatura                                                 | Candidatura                         | Cap de llista                       | Vots   | Vots      | Regidors |
|                                                                                                  | Primàries Codines                                           |                                     | Pol Cabutí i Borrell                | 1.182  | 43,03 %   | 6 (+1)   |
|                                                                                                  | JUNTS per SFC                                               |                                     | Pere Pladevall Vallcorba            | 1.012  | 36,84 %   | 5 (-1)   |
|                                                                                                  | Partit dels Socialistes de Catalunya-Candidatura de Progrés |                                     | Laia Jordana Luna                   | 197    | 7,17 %    | 1 ()     |
|                                                                                                  | Junts per Catalunya                                         |                                     | Anna Vilarrasa Collet               | 192    | 6,98 %    | 1 (+1)   |
|                                                                                                  | Esquerra Republicana de Catalunya-Acord Municipal           |                                     | Mercè Serratacó i Costa             | 144    | 5,24 %    | 0 (-1)   |
|                                                                                                  | Vots en blanc                                               |                                     |                                     | 20     | 0,73 %    |          |
| Total vots vàlids i regidors                                                                     | Total vots vàlids i regidors                                | Total vots vàlids i regidors        | Total vots vàlids i regidors        | 2.747  | 100 %     | 13       |
|                                                                                                  | Vots nuls                                                   | Vots nuls                           | Vots nuls                           | 28     | 0,76 %    |          |
| Participació (vots vàlids més nuls)                                                              | Participació (vots vàlids més nuls)                         | Participació (vots vàlids més nuls) | Participació (vots vàlids més nuls) | 2.775  | 57,26 %** |          |
| Abstenció                                                                                        | Abstenció                                                   | Abstenció                           | Abstenció                           | 2.060* | 42,60 %** |          |
| Total cens electoral                                                                             | Total cens electoral                                        | Total cens electoral                | Total cens electoral                | 4.835* | 100 %**   |          |
| Alcalde: Pol Cabutí i Borrell (pacte entre Primàries i Junts per Catalunya)                      |                                                             |                                     |                                     |        |           |          |
| Fonts: Ona Codinenca. (* No són vots sinó electors. ** Percentatge respecte del cens electoral.) |                                                             |                                     |                                     |        |           |          |

## Demografia
| 1497 f | 1515 f | 1553 f | 1717 | 1787  | 1857  | 1877  | 1887  | 1900  | 1910  |
| ------ | ------ | ------ | ---- | ----- | ----- | ----- | ----- | ----- | ----- |
| 9      | 19     | 41     | 618  | 1.746 | 2.906 | 2.838 | 2.361 | 2.450 | 2.755 |

| 1920  | 1930  | 1940  | 1950  | 1960  | 1970  | 1981  | 1990  | 1992  | 1994  |
| ----- | ----- | ----- | ----- | ----- | ----- | ----- | ----- | ----- | ----- |
| 2.459 | 2.445 | 2.347 | 2.357 | 2.731 | 2.998 | 3.313 | 3.549 | 3.737 | 3.737 |

| 1996  | 1998  | 2000  | 2002  | 2004  | 2006  | 2008  | 2010  | 2012  | 2014  |
| ----- | ----- | ----- | ----- | ----- | ----- | ----- | ----- | ----- | ----- |
| 4.007 | 4.115 | 4.290 | 4.715 | 5.027 | 5.412 | 5.620 | 5.836 | 6.105 | 5.900 |

| 2016  | 2018  | 2020  | 2022  | 2024  | 2026 | 2028 | 2030 | 2032 | 2034 |
| ----- | ----- | ----- | ----- | ----- | ---- | ---- | ---- | ---- | ---- |
| 5.968 | 6.184 | 6.363 | 6.460 | 6.661 | -    | -    | -    | -    | -    |

## Esdeveniments esportius

### Motociclisme - 3 dies dels Cingles
El municipi és conegut arreu de Catalunya i del món pels seus lligams amb el motociclisme. Durant 35 anys es va disputar la prova dels 3 Dies dels Cingles, organitzat pel Moto Club Cingles de Bertí, on van participar campions del món del trial com Yrjö Vesterinen, Jordi Tarrés o Adam Raga, i que va reunir fins a 200 pilots internacionals de trial en una sola edició.

### Trial
Sant Feliu de Codines també ha sigut un poble molt vinculat al bicitrial, des d'on han nascut grans pilots com campions com Andreu Codina, Fèlix Guerrero o Sergi Bellavista als anys 80, i Alba Villegas, els germans Eduard Gelpí i Lluís Gelpí, o Toni Guillen. Des de 2007, s'organitza la prova Bike Trial Legends, promoguda per l'ex-pilot de Bultaco i Montesa, Josep Figueras.

### Pujada en costa
Un altre exemple de la tradició pel motor és la Pujada a Sant Feliu de Codines, que se celebra des del 1959 entre Riells del Fai i Sant Feliu de Codines, a través de la carretera BP-1432, en diferents categories de motocicletes i cotxes. El 2023 es va arribar a la 50ª Pujada a Sant Feliu.

## Fira del Rellotge i Museu del Rellotge de Catalunya
Des de 1996, i arran de la celebració del bicentenari de la construcció de la Torre del Rellotge, campanar civil del municipi des d'on es toquen les hores, es celebra la Fira del Rellotge, amb una exposició i subhasta de rellotges antics. El 2013, en el marc dels 25 anys de la Societat Catalana de Gnomònica, un curiós rellotge de sol orientat a oest i creat pel matemàtic Joan Girbau presideix la façana de l'Ajuntament. Per commemorar els 25 anys de la fira, el 2021 s'inaugurà un monument-rellotge a l'entrada del municipi.

## Entitats
- - ADF El Pinyó
  - Agrupació Sardanista de Sant Feliu de Codines
  - Agrupament Escolta Makalu
  - Amics del Ball
  - Amics del Museu de Sant Feliu de Codines
  - Anandaya
  - Assemblea Territori SFIndependència
  - Asociación Alianza La Paz
  - Associació Contra el Càncer - Junta Local
  - Associació Cultural i Gastronòmica Sense Estovalles
  - Associació Cultural No m'Atabalis Arxivat 2020-01-28 a Wayback Machine.
  - Associació d'arts i oficis Sant Feliu
  - Associació d'empresaris de Sant Feliu de Codines
  - Associació de Consum el Cogombre a l'ombra
  - Associació de Defensa pels Animals
  - Associació de Jubilats i Pensionistes de Sant Feliu de Codines
  - Associació de Música i Arts de Sant Feliu de Codines Arxivat 2020-01-28 a Wayback Machine.
  - Associació de Sevillanes de Sant Feliu
  - Associació de Veïns Racó del Bosc
  - Associació de Veïns Carrer de Montbui
  - Associació Fira del Rellotge
  - Associació Gastronòmica Els Poca Gana
  - Associació Guifinet
  - Associació Mans Unides
  - Associació Sant Feliu en Sac
  - Associació Vincles, espai de criança
  - Atthenew SFC
  - Càritas
  - Casal Cultural Codinenc
  - Centre Excursionista de Sant Feliu de Codines Arxivat 2021-03-04 a Wayback Machine.
  - Club Atlètic Atlètic Sant Feliu
  - Club Billar Sant Feliu
  - Club de Bàsquet Sant Feliu
  - Club de Petanca La Fonteta de Sant Feliu
  - Club de Tennis Sant Feliu
  - Club Escacs - El Peó Codinenc
  - Club Esportiu Racó del Bosc
  - Club Futbol Sant Feliu Arxivat 2015-12-22 a Wayback Machine.
  - Club Hoquei Sant Feliu
  - Club Tennis Taula
  - Colla Boines Negres
  - Comunitat Makinera Sant Feliu
  - Country
  - Creu Roja
  - El magatzem solidari
  - Esbart Codinenc
  - Escuderia Vall del Tenes-Sant Feliu
  - Fundació patronat Agustí Santacruz
  - Geganters de Sant Feliu
  - Gremi de Sant Antoni Abat
  - Grup de Comerciants Codinencs
  - Grup de teatre Blaugrana Scena
  - Grup de teatre Deixalles 81
  - Grup del Correfoc del Follet i la Fantasma
  - KulActiu, entitat juvenil de Sant Feliu
  - La Caldera, associació de músics de Sant Feliu
  - Moto Club Cingles de Bertí
  - Mots pel Vint-i-u
  - Ona Codinenca, la ràdio municipal
  - Òmnium Cultural Vallès Nord - Cingles de Bertí (Vallès Oriental)
  - Penya barcelonista "Els Blaugrana"
  - Rotary Club Cingles de Bertí
  - Secció Ciclista del Club d'Hoquei Sant Feliu
  - Secció de Patinatge del Club d'Hoquei
  - Sents Veus
  - Societat Coral La Poncella
  - Societat de Caçadors
  - Voluntaris forestals SFC